# Jumeaux divins

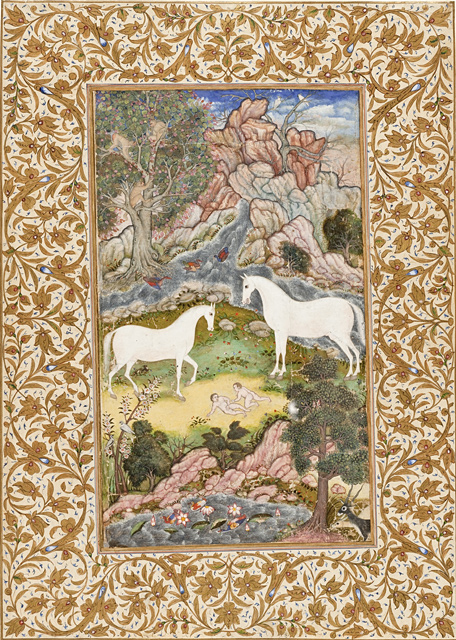
Naissance des Ashvins. Folio d'un Harivaṃśa

Les jumeaux divins sont un thème mythique et légendaire important de la tradition indo-européenne, en lien avec les forces célestes. De nombreux peuples comptent un ou plusieurs jumeaux divins, dont les Grecs (Dioscures), les Hindous (Ashvins), les Lituaniens (Ašvieniai), les Lettons (Dieva dēli), les Siciliens (Paliques), les Romains (Romulus et Rémus)...

## Origine
À l'origine de cette conception mythologique repose l'attitude des sociétés anciennes face à la gémellité humaine : le phénomène a pu être interprété comme une intervention surnaturelle, l'un des jumeaux étant censé être le fils d'un père humain, le second, fils d'un dieu ou d'un esprit. Considérés comme « puissants » magiquement, les jumeaux humains sont réputés bénéfiques, les jumeaux divins aussi. Ils peuvent également être considérés comme dangereux d'où de multiples légendes narrant l'expulsion des jumeaux et de leur mère hors de la communauté.
Le lien des Jumeaux divins avec le cheval est probablement très ancien. Venceslas Kruta observe que dans la séquence iconographique établie pour l'âge du bronze nordique, le cheval porte l'astre à son zénith.

## Typologie

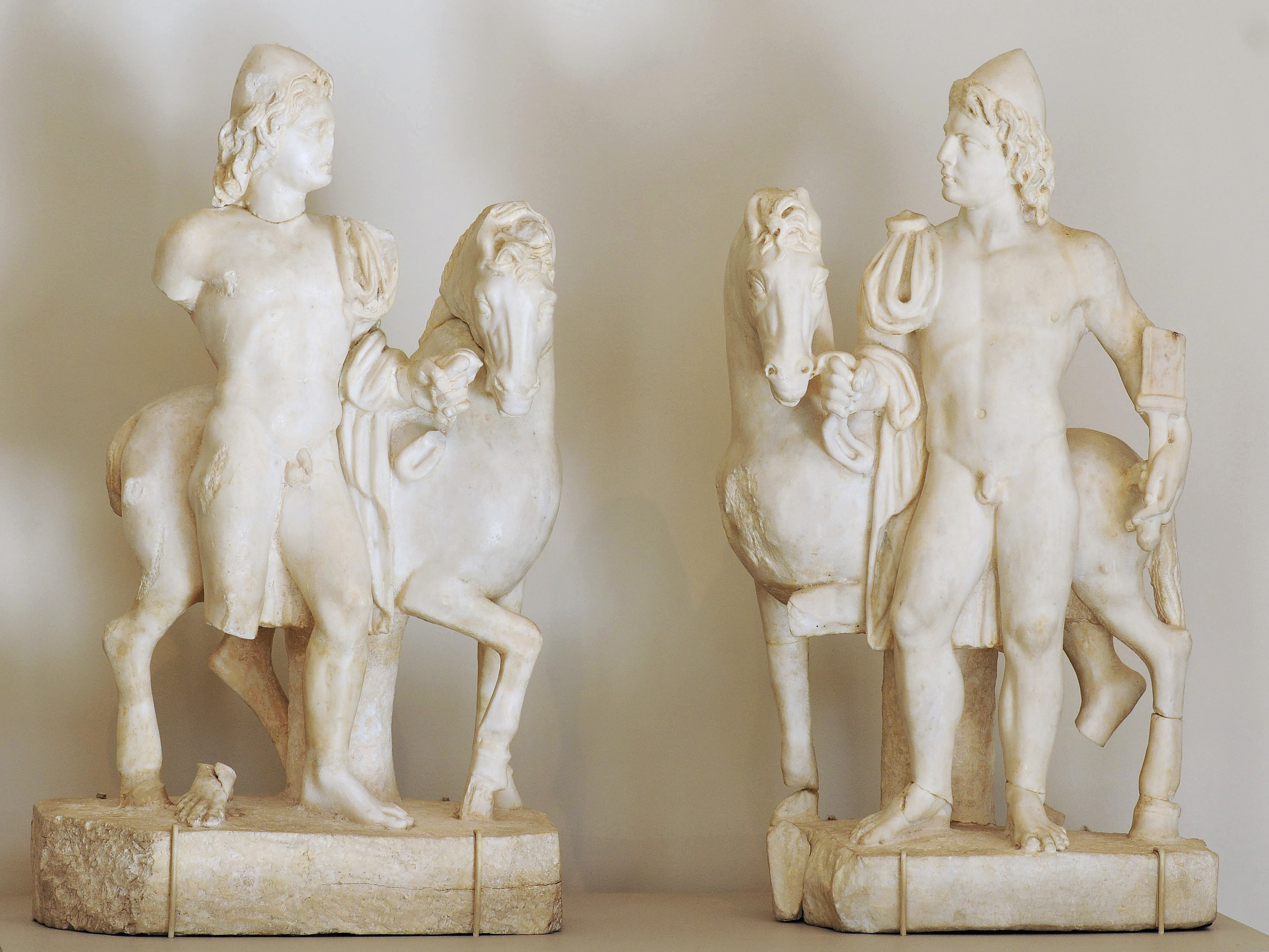
Paire de statuettes romaines (IIIe siècle) représentant les Dioscures en cavaliers.

Il existe dans la mythologie et les légendes héroïques des peuples indo-européens trois types principaux de Jumeaux masculins :
- Les « Jumeaux divins » proprement dits, qui sont à la fois fils et petits-fils du Ciel diurne par sa fille l'Aurore. Comme tels, ils relèvent de la mythologie du cycle annuel. Leur mythe principal est le retour de l'Aurore et de la belle saison qu'ils s'efforcent de « ramener », *nes-, racine qui a fourni l'un de leurs noms en indo-iranien *nāsatia-[6]. Ils pratiquent également la médecine. Cette fonction est plus récente. Il s'agissait initialement de guérir le Ciel diurne ayant perdu la vue avec la disparition hivernale de son œil le Soleil[7]. Leurs principaux représentants sont les Ashvins védiques et les Fils de Dieu lettons. Peuvent leur être associés les jumeaux Alcis de la Germanie que leur nom associe à l'élan, donc une période antérieure à la domestication du cheval[3], alors que les autres sont associés au cheval. Ce groupe remonterait à la période la plus ancienne de la tradition indo-européenne[8]. Les « Jumeaux divins » ont également été associés aux Gémeaux et leur mère à l'Aurore de l'année dont le retour coïncide avec ce signe zodiacal[9].

- Les Jumeaux mixtes dont le modèle sont les Dioscures dont l'un est fils du Ciel du jour et l'autre fils d'un mortel.

- Enfin, les Jumeaux humains bien représentés dans les légendes héroïques germaniques : Ibor et Aio, Ambri et Assi, Raos et Raptos, Vinill et Vandill, Hengist et Horsa « étalon » et « cheval », dont les noms rappellent le lien entre les Jumeaux et le cheval. Leur légende comporte essentiellement une migration en compagnie de leur mère et d'une bande, qui peut être un Männerbund, et la fondation d'une nouvelle communauté. Il existe aussi des Jumeaux médecins comme Podalire et Machaon dans l'Iliade  et, dans la Légende dorée, Côme et Damien[8].

Ils sont eux aussi très anciens, car leurs légendes reposent sur la pratique de l'expulsion des jumeaux et de leur mère, inconnue de l'ensemble du monde indo-européen aux temps historiques. Les Jumeaux divins et humains présentent deux sous-types : les Jumeaux amis et les Jumeaux ennemis (Ahura Mazda et Ahra Manyu, Étéocle et Polynice).
Il arrive que le jumeau ne soit représenté que par l'un d'eux, le Lug irlandais en face des Lugoves gaulois, ou par un père et son fils Njörd et Freyr.

## Attributions

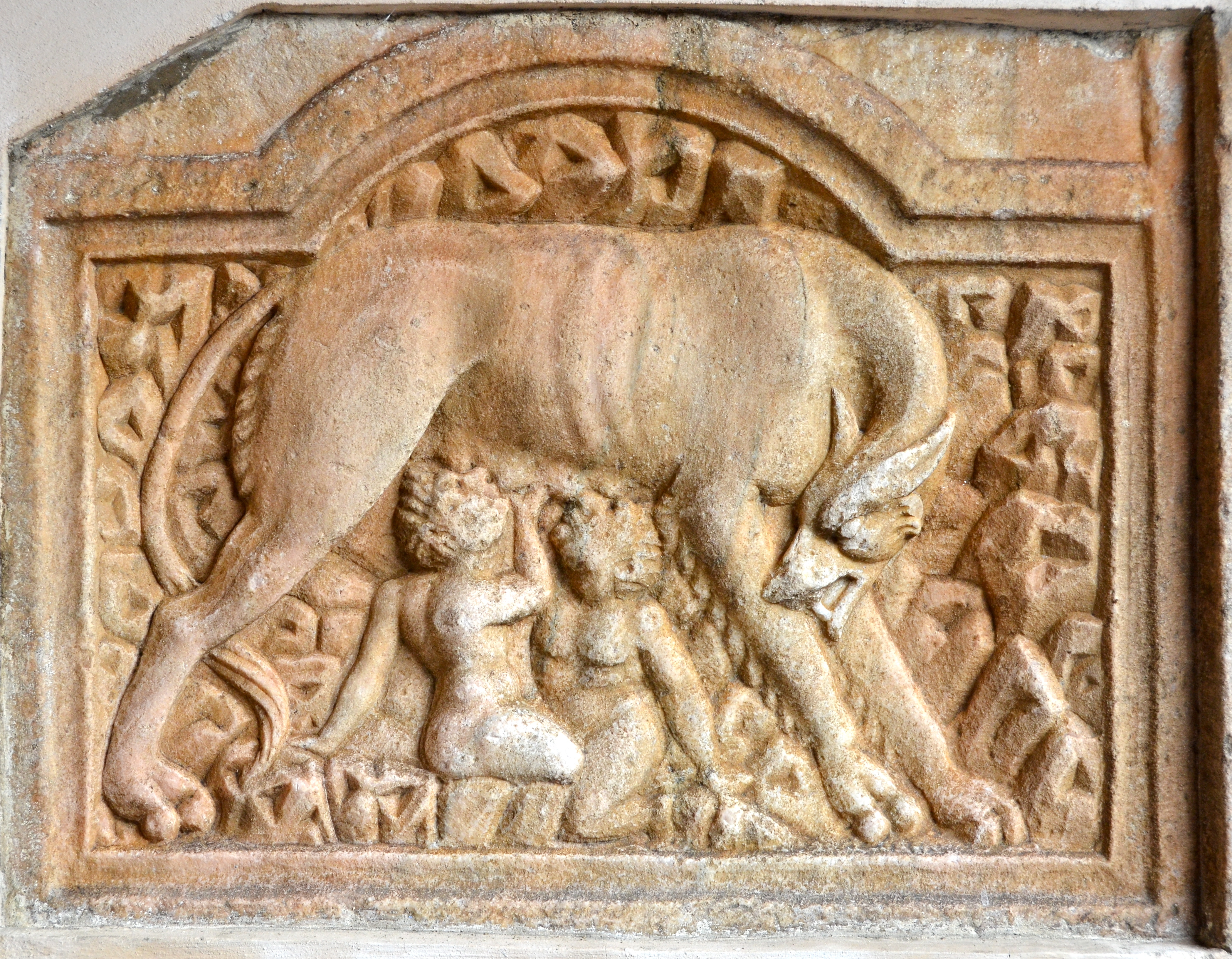
Relief romain de la cathédrale de Maria Saal montrant Romulus et Remus avec la louve

La gémellité a été perçue comme un signe d'abondance, de vitalité et de fécondité. Ainsi, dans les rituels védiques, les Ashvins, grâce à cette réserve de force vitale dont témoigne leur dualité, distribuent les bienfaits : ils rajeunissent les vieillards, guérissent les hommes et les animaux malades, réparent les mutilés, enrichissent, sauvent des dangers, donnent des vaches et des chevaux, font jaillir le lait et l'hydromel.

## Grèce
Outre les Dioscures, Amphion et Zéthos sont également représentatifs des Jumeaux divins. Fils de Zeus et d’Antiope, ils sont abandonnés à leur naissance sur le mont Cithéron sur ordre de leur grand-oncle Lycos, régent de Thèbes. Ils sont appelés « Dioskouroi, cavaliers de chevaux blancs » (λευκόπωλοι) par Euripide dans sa pièce Les Phéniciennes (la même épithète est utilisée dans Héraclès et dans la pièce perdue Antiope). Conformément au thème de la distinction entre les jumeaux, Amphion était considéré comme le plus contemplatif et le plus sensible, tandis que Zethos était lié à des activités physiques, comme la chasse et l'élevage,,.

## Dans le monde slave

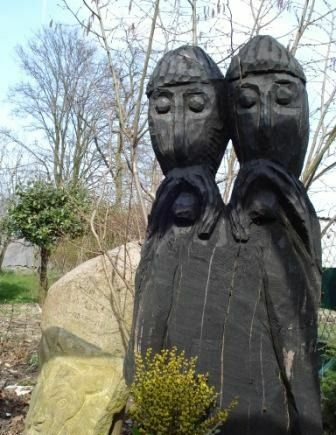
Une copie de la statue des jumeaux de l'île Fischerinsel sur le lac de Tollense

Les divinités polonaises Lel et Polel, mentionnées pour la première fois par Maciej Miechowita en 1519, sont présentées comme les équivalents de Castor et Pollux, les fils de la déesse Łada (homologue de la Leda grecque) et d'un dieu masculin inconnu. Une idole a été trouvée en 1969 sur l'île Fischerinsel dans le lac de Tollense, où se trouvaient les centres de culte de la tribu slave des Veleti, représentant deux figures masculines jointes à leurs têtes. Les érudits pensent qu'elle peut représenter Lel et Polel. Lelek signifie « jeunesse forte » en dialecte russe. On pense que les étoiles les plus brillantes de la constellation des Gémeaux, α Gem et β Gem, s'appelaient à l'origine Lele et Polele dans la tradition biélorusse, d'après ces personnages.
Selon le professeur polonais d'histoire médiévale, Jacek Banaszkiewicz, les deux dieux polabiens, Porewit et Porenut (en), manifestent des caractéristiques dioscuriques. Selon lui, la première partie de leurs noms dérive d'une racine proto-slave -por signifiant « force », le premier étant le « Seigneur de la force » - le plus fort, et l'autre le « Seigneur ayant besoin de soutien (force) » – le plus faible. Ils ont tous deux cinq visages chacun et apparaissent aux côtés de Rugiewit, le dieu principal.
La mère des jumeaux héros polonais Waligóra (« Batteur de montagne ») et Wyrwidąb (« Arracheur de chêne ») décède lors de leur accouchement. Dans la forêt, des animaux sauvages prennent soin d'eux : Waligóra est élevé par une louve et Wyrwidąb par une ourse, qui les a nourris avec leur propre lait. Ensemble, ils vainquent le dragon qui tourmentait le royaume, et le roi reconnaissant leur a donné à chacun d'eux la moitié du royaume et l'une de ses deux filles comme épouse. Les fils de Krakus : Krak II et Lech II apparaissent également dans les légendes polonaises comme les tueurs du dragon du Wawel.

## Dans le monde germanique
Les représentants germaniques des Jumeaux divins indo-européens comptent Hengist et Horsa dont le récit traditionnel repose sur un mythe de fondation d'une nouvelle communauté par un groupe conduit par deux frères, tout comme Romulus et Rémus à Rome. Les Alces que Tacite identifie aux Dioscures gréco-romains en constitue une survivance dans le panthéon de la période commune des Germains.

## Représentations dans l'art
Dans le monde celtique, les « têtes jumelées » apparaissent dans la seconde moitié du Ve siècle av. J.-C. Le thème se retrouve sur de très nombreux objets : poignards, fibules, garnitures et à partir du IIIe siècle dans l'art monétaire.

## Après la christianisation
Les traits et fonctions de plusieurs saints jumeaux comme Gervais et Protais, Côme et Damien ou de couple de saints tels Roch et Sébastien correspondent presque précisément aux traits et fonctions des jumeaux divins indo-européens. Comme les divinités qui les ont précédés, ils sont les saints patrons des médecins et sont eux-mêmes considérés comme des guérisseurs miraculeux. Ces duos de saints n'étaient pas seulement vénérés dans le cadre de l'Église chrétienne, mais devenait également l'objet de cultes religieux paysans fonctionnant indépendamment de l'Église.